# ダニエル・ホワイト
ダニエル・ホワイト（Daniel White, 1912年5月22日 - 1997年4月24日）は、フランス・オー＝ド＝セーヌ県マラコフ出身の作曲家。ダニエル・J・ホワイト（Daniel J. White）とも表記される。
フランスを中心にヨーロッパ各国の映画界で活躍した。メロディメイカーとして美しいメロディを書く才能に恵まれており、低予算のユーロトラッシュ映画に美しい音楽を作曲したことで知られる。特にジェス・フランコ監督作品の映画音楽を数多く作曲したことで有名であり、フランコ監督のホラー映画『吸血処女イレーナ 鮮血のエクスタシー』 La comtesse aux seins nus （1973年）に提供した美しいテーマ音楽はマニアの間で高い人気を得ている。映画音楽の他にも、変名を使い分けて数多くのライブラリーレコード（TVやラジオの番組で使用するBGM用の音楽レコード）を発表している。

## 経歴
スコットランド系移民の息子としてフランスのオー＝ド＝セーヌ県マラコフに生まれ、幼少時代をイギリスのウェスト・ヨークシャー州で過ごす。その後、家族の仕事の都合でパリに渡って教育を受ける。大学卒業後は父親の家業である綿織物業を継ぐことを予定していたが、父親の事業失敗を機にかねてから興味を抱いていた音楽の道へ進んだ。
第二次世界大戦中はイギリス軍の通訳として働き、ダンケルクで避難中に重傷を負った。戦後はパリのナイトクラブやキャバレーでジャズピアニストとして活躍。モダン・ジャズのレコード録音にも参加するようになり、1947年からは映画音楽の編曲や録音に関わるようになる。1950年代になると映画音楽作曲家として本格的に活躍を開始する。この時期は主にルイ・ド・フュネスやクローディーヌ・デュピュイが出演したコメディ映画や低予算のフィルム・ノワール映画の音楽で知られる。映画以外にもテレビやラジオのコマーシャル音楽を作曲したり、シャンソン歌手への楽曲提供によって活躍した。
1959年にアンドレ・モーロワの小説を豪華キャストで映画化したフィルム・ノワール映画"Sursis pour un vivant"（1959年）の音楽を担当した時期から、この映画を配給したフランスの映画会社ユーロシネとの関係が深くなる。
1962年に、スペイン出身のジェス・フランコ監督が「ジキル博士とハイド氏」を現代的にアレンジしたユーロシネ製作の恐怖映画『悲しい奴』 Le sadique baron Von Klaus（1962年）の映画音楽を作曲する。以降、ダニエル・ホワイトとジェス・フランコとは仕事での協力関係のみならず私生活でも生涯の親友となり、ホワイトは1997年に亡くなるまでフランコの作品に映画音楽を提供し続けることとなる。
1965年には、テレビドラマ『ベルとセバスチャン』 Belle et Sébastien（1965年）の音楽を担当する。『ベルとセバスチャン』はセシル・オーブリーの児童文学（邦題『アルプスの村の犬と少年』。日本では『名犬ジョリィ』としてテレビアニメ化された。）を原作としたファミリー向けドラマであり、フランスのみならずヨーロッパ全土において好評を博した。この番組のためにダニエル・ホワイトが作曲したテレビシリーズ初期の主題歌"Belle"（単独での作曲）とテレビシリーズ第二期の主題歌"L'oiseau"（エリック・ドマルサンとの共作）は彼のキャリアの中でも最大のヒット曲となり、特に"L'oiseau"は現在もフランスで歌い継がれている。
1970年代になると、長く関係を持っていた映画会社ユーロシネが、B級C級のホラー映画やポルノ映画を専門的に製作するようになる。ユーロシネの路線変更後もホワイトは同社との関係を保ち続け、以降はほぼユーロシネ専属の作曲家のような存在になり、ポルノ映画や女囚映画など一般的には低俗とみなされる映画に美しい音楽を数多く提供した。日本で人気を博したフランスのポルノ女優サンドラ・ジュリアンの主演映画でも、確認される限りでは2回音楽を担当している。
1997年、85歳の誕生日を迎えた2日後に死去。

## 人物・作風
ジャズ・ミュージシャン出身であることから、映画音楽においてもジャズやボサノバやスキャットを多用したムード音楽的な楽曲が多い。また、クロード・ドビュッシーやモーリス・ラヴェルといったフランス印象主義音楽の作曲家を愛好しており、その音楽的嗜好は特に代表作の『吸血処女イレーナ 鮮血のエクスタシー』（1973年）や『ドラキュラの娘』 La fille de Dracula （1972年）のサウンドトラックにおける、流麗で耽美的な音楽への影響として表れている。その他の代表作としては、007ブームの影響を受けてジェス・フランコが監督したスパイアクション映画『スムルの色情要塞』 The Girl from Rio （1968年）の主題歌 "The Girl from Rio" が、ボサノバのリズムに乗せたリリカルな美しさのメロディで非常に人気が高い。また、アラン・ペイエ監督の『ゲシュタポ卍（ナチ）女囚拷問／暗黒の大脱走』（1976年）では、南米の独裁国家における女囚拷問を描いた内容にほとんど関係のない美しく陽気なサンバの音楽が全編に流れ、マニアの間でカルト的な人気を誇っている。
半面、多作家ゆえに使いまわしの多さが指摘されており、ライブラリーレコード用に作曲した楽曲を映画音楽にそのまま使いまわすことも多い（『クリムゾン 血染めの脳移植』（1973年）など）。また、ジェス・フランコ監督の『エマニュエル 魔性の誘惑』 Tendre et perverse Emanuelle（1973年）に提供した音楽は、イタリアの作曲家カルロ・ルスティケッリがマリオ・バーヴァ監督の映画『白い肌に狂う鞭』La frusta e il corpo （1963年）に提供した音楽に酷似している。
ジェス・フランコ監督の映画『ドラキュラの娘』（1972年）ではピアニストの伯爵役でゲスト出演し、みずからのピアノで自作の美しいピアノ・ソナタを演奏している。その他にもジェス・フランコ監督作品やユーロシネ製作の映画にたびたび脇役でゲスト出演しており、ユーロシネ製作の映画『地獄行最終便・ゲシュタポ超特急』（1977年）でもピアノを演奏する姿を見せている。
ダニエル・ホワイトが1960年代から1970年代に発表したライブラリーレコードの楽曲は、主に1970年代の日本のテレビ番組やピンク映画において頻繁に流用された。『科学忍者隊ガッチャマン』や『まんが世界昔ばなし』など非常に多くのTV番組や映画で、ダニエル・ホワイトのライブラリー音楽が流用されていたのが確認されている。
同時期にフランスで活躍したライブラリー音楽の作曲家ヤンコ・ニロヴィックとは交流があった。ホワイトとニロヴィックは、日本でも劇場公開されたフランス製エロティック映画の傑作『人妻ポルノ／慢性発情女（めす）』（1972年）の音楽を共同で担当している。

## 主な作品
- "Tant qu'il y aura des femmes" (1955)

監督：エドモン・グレヴィル　原作：マルセル・フランク　出演：ピエール・デタイユ、エヴリーヌ・ケール
- "Je plaide non coupable" (1956)

監督：エドモン・グレヴィル　原作：マイケル・ギルバート　出演：アンドレ・ドバール、フランク・ヴィラール
- "Paris clandestin" (1957)

監督：ヴァルテル・カップス　出演：アヌーク・フェルジャック、クローディーヌ・デュピュイ、アルマン・メストラル
- 正午に銃殺の鐘が鳴る Quand sonnera midi (1958)

監督：エドモン・グレヴィル　原作：ヘンリー・チャンプリー　出演：ダニー・ロバン、ジョルジュ・マルシャル
- "Sursis pour un vivant (Pensione Edelweiss)" (1959)

監督：ヴィクトル・メランダ、オットリーノ・ベルトリーニ　原作：アンドレ・モーロワ　脚本：フレデリック・ダール
出演：アンリ・ヴィダル、ドーン・アダムス、リノ・ヴァンチュラ、ハワード・ヴァーノン、マルコ・グリエルミ
- "Tentations" (1959)

監督：ホセ・アントニオ・デ・ラ・ローマ　脚本：フレデリック・ダール　出演：アニェス・ローラン、アルマン・メストラル
- "6 heures, quai 23" (1959)

監督：ホセップ・マリア・フォルン　原作：マリオ・ラクルス=ムンターダス　出演：アントニオ・ヴィラール、ダニエル・ゴデ、ナディア・グレイ
- "I 10 del Texas" (1961)

監督：イニャツィオ・フェロネッティ　※ハリウッド製西部劇映画に関するドキュメンタリー。
- 悲しい奴 Le sadique baron Von Klaus (1962)

監督：ジェス・フランコ　出演：ハワード・ヴァーノン、ヒューゴ・ブランコ、ゴゴ・ロホ、パウラ・マルテル
- "Rififí en la ciudad" (1963)

監督：ジェス・フランコ　原作：シャルル・エクスブライヤ　出演：フェルナンド・フェルナン・ゴメス、ジャン・セルヴェ
- ジキル博士と殺人ロボット Les maîtresses du docteur Jekyll (1964)

監督：ジェス・フランコ　出演：ヒューゴ・ブランコ、アニェス・スパーク、ペルラ・クリスタル、マグダ・マクドナルド
- "Billy le Kid" (1964) ※マカロニ・ウェスタン

監督：レオン・クリモフスキー　出演：ジョージ・マーティン、ジャック・テイラー、ジュニー・ブリュネル
- "La tumba del pistolero" (1964) ※マカロニ・ウェスタン

監督：アマンド・デ・オッソリオ　出演：ジョージ・マーティン、ルイス・ヴィラール、メルセデス・アロンゾ
- "Los siete bravísimos" (1964)

監督：レオン・クリモフスキー　出演：ペドロ・マリア・サンチェス、エレナ・マリア・テヘイロ、ホセ・マルコ
- ベルとセバスチャン Belle et Sébastien（1965～1970年） ※テレビドラマ

原作：セシル・オーブリー　出演：メーディ・エル・グラウィ、エドモン・ボーシャン、モーリス・ポリ、シャルル・ヴァネル
- "Médard et Barnabé" (1965) ※テレビドラマ

出演：ジャン・リシャール、ジャック＝アンリ・デュヴァル、マドレーヌ・ガンヌ、マックス・エロワ
- "Da 077: intrigo a Lisbona" (1965) ※スパイ・アクション

監督：トゥリオ・デ・ミケーリ　出演：ブレット・ハルシー、マリル・トロ、フェルナンド・レイ、ジャンヌ・ヴァレリー
- "Miss Muerte" (1966)

監督：ジェス・フランコ　出演：エステラ・ブレイン、メイベル・カー、ハワード・ヴァーノン、フェルナンド・モンテス
- "Amador" (1966)

監督：フランシスコ・レゲイロ　出演：モーリス・ロネ、アンパロ・ソレル・ レアル、マリア・ルイサ・ポンテ
- "La niña del patio" (1967)

監督：アマンド・デ・オッソリオ　出演：エストレリタ・カストロ、ペペ・ブランコ、ロベルト・フォント
- "Pop' game" (1967)

監督：フランシス・ルロワ　出演：ガエターヌ・ロール、ダニエル・ブリュ、ベルナール・レオナール
- スムルの色情要塞 "The Girl from Rio" (1968)

監督：ジェス・フランコ　出演：シャーリー・イートン、リチャード・ワイラー、ジョージ・サンダース、マリア・ローム
- 女奴隷の復讐 The Blood of Fu Manchu (1968)

監督：ジェス・フランコ　出演：クリストファー・リー、リチャード・グリーン、ハワード・マリオン＝クロウフォード
- "Nathalie, l'amour s'éveille" (1968)

監督：ピエール・シュヴァリエ　出演：アニー・タルボ、ドミニク・プラード、ジャン・ローシュ、アリス・アルノー
- "Cuadrilátero" (1970)

監督：エロイ・デ・ラ・イグレシア　出演：ディーン・セルミアー、ホセ・レグラ、ロザンナ・ヤンニ
- "Marchands de femmes" (1970)

監督：フアン・フォルテュニー　出演：クリント・ダグラス、ドミニク・デルピエール、ジャン・バレーズ、ナタリー・ランク
- "Ciné-girl" (1971)

監督：フランシス・ルロワ　出演：ジュリエット・ベルト、クリスティーヌ・ゲオー、アンリ＝ジャック・ユエ
- ドラキュラの娘 La fille de Dracula (1972)

監督：ジェス・フランコ　出演：ブリット・ニコルズ、アンヌ・リベール、ハワード・ヴァーノン、リナ・ロメイ
- 怪人フランケンシュタイン VS.骸骨ドクロ集団 Les expériences érotiques de Frankenstein (1972)

監督：ジェス・フランコ　出演：アルベルト・ダルベス、デニス・プライス、ハワード・ヴァーノン、アンヌ・リベール
- 三大怪人 ドラキュラ VS.フランケンシュタイン VS.狼男 Dracula prisonnier de Frankenstein (1972)

監督：ジェス・フランコ　出演：デニス・プライス、ハワード・ヴァーノン、メアリー・フランシス、ブリット・ニコルズ
※テーマ曲はブルーノ・ニコライ作曲の別の映画のサウンドトラックを流用。
- ロビンソン・クルーソーの好色一代記 Trois filles nues dans l'île de Robinson (1972)

監督：ジェス・フランコ　出演：イェフダ・バルカン、アンドレア・ラウ、アンヌ・リベール、ハワード・ヴァーノン
- 猟奇！処女残酷史 Jungfrauen-Report (1972)

監督：ジェス・フランコ　出演：ハンス・ハス・Jr、エヴァ・ガーデン、インゲボルク・シュタインバッハ
- 人妻ポルノ／慢性発情女 Les désaxées (1972)

監督：ミシェル・ルモワーヌ　出演：ジャニーヌ・レイノー、ミシェル・ルモワーヌ、クローディア・コスト
※ヤンコ・ニロヴィックとの共同作曲。日本公開時の宣材では編曲指揮を担当したルイ・ドラクールが作曲家として誤記された。
- 肉欲魔女 Les démons (1973)

監督：ジェス・フランコ　出演：アンヌ・リベール、ブリット・ニコルズ、ドリス・トーマ
- 吸血処女イレーナ・鮮血のエクスタシー La comtesse aux seins nus (1973)

別題 Les avaleuses または La comtesse noire
監督：ジェス・フランコ　出演：リナ・ロメイ、アリス・アルノー、ジャック・テイラー、モニカ・スウィン
- エマニュエル 魔性の誘惑 Tendre et perverse Emanuelle (1973)

監督：ジェス・フランコ　出演：ノルマ・カステル、ジャック・テイラー、リナ・ロメイ、アリス・アルノー
※カルロ・ルスティケッリ作曲の『白い肌に狂う鞭』の音楽に酷似。
- クリムゾン 血染めの脳移植 L'homme à la tête coupée (1973)

監督：フアン・フォルテュニー　出演：ポール・ナッシー、シルヴィア・ソラール、オリヴィエ・マト
- "Pigalle, carrefour des illusions" (1973)

監督：ピエール・シュヴァリエ　出演：ベアトリス・コスタンティーニ、イヴリン・スコット、アリス・アルノー
- "Kiss Me Killer!" (1973)

監督：ジェス・フランコ　出演：フランシスコ・アコスタ、アリス・アルノー、リナ・ロメイ、アントニオ・マヤンス
- "La saga de los Drácula" (1973)

監督：レオン・クリモフスキー　出演：ティナ・サインツ、トニー・イスベール、ヘルガ・リーネ、マリア・コスティ
- "La maison des filles perdues" (1974)

監督：ピエール・シュヴァリエ　出演：サンドラ・ジュリアン、シルヴィア・ソラール、マグダ・マランヴォー
- "Tango de la perversion" (1974)

監督：ピエール＝クロード・ガルニエ　出演：ヴァレリー・ボワジェル、ジャック・ダンクレ、ジャック・ジュイエ
- ザ・サディスト／ノートルダム異常性犯罪ファイル L'éventreur de Notre-Dame (1975)

監督・出演：ジェス・フランコ　出演：リナ・ロメイ、カトリーヌ・ラフェリエール、オリヴィエ・マト
- 女体拷問人アマゾネス２ Frauengefängnis (1975)

監督：ジェス・フランコ　出演：リナ・ロメイ、ポール・ミューラー、モニカ・スウィン、ロジェ・ダルトン
- "Les nuits brûlantes de Linda" (1975)

監督：ジェス・フランコ　出演：アリス・アルノー、リナ・ロメイ、カトリーヌ・ラフェリエール
- "Les filles du Golden Saloon" (1975)

監督：ジルベール・ルッセル　出演：サンドラ・ジュリアン、イヴリン・スコット、アリス・アルノー
- ゲシュタポ卍（ナチ）女囚拷問／暗黒の大脱走 Helga: la louve de Stilberg (1976)

監督：アラン・ペイエ　出演：マリサ・ロンゴ、パトリツィア・ゴーリ、ドミニク・アヴリーヌ
- "Une cage dorée" (1976)

監督：ジェス・フランコ　出演：ロジェ・ダルトン、イヴリン・スコット、アリス・アルノー
- "Porno Party" (1976)

監督：リュシアン・ユステ　出演：フランソワーズ・カンタン、ジャック・マルブフ、ドニーズ・ウェベール
- "Midnight Party" (1976)

監督：ジェス・フランコ　出演：リナ・ロメイ、モニカ・スウィン、イヴリン・スコット、オリヴィエ・マト
- 地獄行最終便・ゲシュタポ超特急 Elsa Fräulein SS (1977)

監督：パトリス・ロム　出演：マリサ・ロンゴ、パトリツィア・ゴーリ、オリヴィエ・マト、パメラ・スタンフォード
- （秘）ナチ強制収容所／白い生贄 Nathalie: rescapée de l'enfer (1978)

別題 Nathalie dans l'enfer Nazi
監督：アラン・ペイエ　出演：パトリツィア・ゴーリ、ジャクリーヌ・ローラン、ジャック・テイラー
- "Annonces spéciales pour couples vicieux" (1978)

監督：アラン・ペイエ　出演：バーバラ・ムース、アルバン・スレイ、マルティーヌ・フレティ
- "La grande sauterie" (1978)

監督：ジャン・デスヴィル　出演：エマニュエル・パレーズ、クリステル・ロリス、バーバラ・ムース
- "Convoi de filles" (1978)

監督：ピエール・シュヴァリエ　出演：ブリジット・パルマンティエ、ジャン＝マリー・ルメール
- "Cocktail spécial" (1978)

監督：ジェス・フランコ　出演：ベニ・トゥクサ、キャロル・ダヴィッド、リナ・ロメイ
- "Je brûle de partout" (1979)

監督：ジェス・フランコ　出演：スーザン・ヘミングウェイ、ブリジット・ラーエ、ジャン・フェレール
- "Barmaids à jouir" (1979)

監督：アラン・ペイエ　出演：デジレ・バスタロー、ジャック・マルブフ、シリル・ヴァル、ブリジット・ベルヴェック
- ナチス・ゾンビ／吸血機甲師団 Le lac des morts vivants (1980)

監督：ジャン・ローラン　出演：ハワード・ヴァーノン、ピエール＝マリー・エスクール、アヌーシュカ
- "Eugenie (Historia de una perversión)" (1980)

監督：ジェス・フランコ　出演：カティア・ビエネール、メイベル・エスカーニョ、リナ・ロメイ
- "Ópalo de fuego: Mercaderes del sexo" (1980)

監督：ジェス・フランコ　出演：リナ・ロメイ、ナディーヌ・パスカル、オリヴィエ・マト
- "Pensionnaires très spéciales" (1980)

監督：ジャン＝フィリップ・メラン　出演：ダニエル・アッツァリーニ、ジェラール・ゴダール、ユベール・ジェラル
- ゾンビの秘宝 Le trésor des morts vivants (1981)

監督：ジェス・フランコ　出演：マニュエル・ジェラン、フランス・ロメイ、ジェフ・モンゴメリー、エリック・ヴィエラール
- "Pucelles en chaleur" (1981)

監督：ジャン＝フィリップ・メラン　出演：セリーヌ・ガローヌ、ユベール・ジェラル、クロード・モレル
- "La maison Tellier" (1981)

監督：ピエール・シュヴァリエ　出演：アルレット・ディディエ、オリヴィエ・マト、フランソワーズ・ブランシャール
- "L'oasis des filles perdues" (1981)

監督：ジョゼ・ジャーラ　出演：フランソワーズ・ブランシャール、ナディーヌ・パスカル、クロード・ボワッソン
- "El sexo está loco" (1981)

監督：ジェス・フランコ　出演：リナ・ロメイ、リン・アンダーソン、アントニオ・マヤンス
- 華麗なる恥辱／モンローのような女 L'amour aux sports d'hiver (1982)

監督：ミシェル・ルモワーヌ　出演：オランカ・アルディマン、ガブリエル・ポンテーリョ、マリー＝クロード
- "Les petites sauvages" (1982)

監督：ロジェ・ダルトン　出演：モニカ・スウィン、ナディーヌ・パスカル、アントワネット・ランベール
- "Las orgías inconfesables de Emmanuelle" (1982)

監督：ジェス・フランコ　出演：アルベルト・マヤンス、アスンシオン・カレーロ、カルメン・カリオン
- レディ・スタリオン／淫蕩の森 Cecilia (1983)

監督：オリヴィエ・マト　出演：ミュリエル・モントッセ、アントニオ・マヤンス、リナ・ロメイ
- キリマンジャロ・ストーンの謎／秘宝に眠る美少女伝説 El tesoro de la diosa blanca (1983)

監督：ジェス・フランコ　出演：カティア・ビエネール、アントニオ・マヤンス、アリーヌ・メス
- "La casa de las mujeres perdidas" (1983)

監督：ジェス・フランコ　出演：リナ・ロメイ、アントニオ・マヤンス、カルメン・カリオン
- "Lilian: la virgen pervertida" (1984)

監督：ジェス・フランコ　出演：カティア・ビエネール、アントニオ・マヤンス、リナ・ロメイ
- "Cameroon Connection" (1985)

監督・出演：アルフォンス・ベニ　出演：ブルース・ル、フランス・リーズ、アリアーヌ・カー
- 怨霊伝説 アッシャー家の大虐殺 La chute de la maison Usher (1986)

別題 Névrose
監督：ジェス・フランコ　出演：ハワード・ヴァーノン、アントニオ・マヤンス、リナ・ロメイ
- オーソン・ウェルズのドン・キホーテ Don Quijote de Orson Welles (1992)

監督：オーソン・ウェルズ　編集：ジェス・フランコ　出演：フランシスコ・レイゲラ、アキム・タミロフ